# Politikåret 1941

## Händelser
- 10 april - Oberoende staten Kroatien grundas.[1]
- 22 juni - Tyskland anfaller Sovjetunionen ("operation Barbarossa").
- 7 december - Japan angriper USA:s flottbas Pearl Harbor på Hawaii.
- 11 december - Tyskland och Italien förklarar krig mot USA.

## Val och folkomröstningar
- 11 november – Presidentval i Filippinerna.

## Organisationshändelser
- 13 september – Acción Democrática bildas i Venezuela.
- 8 november – Albanska arbetets parti bildas i Albanien.
- Okänt datum – Karl Lindegren blir partisekreterare i Bondeförbundet.
- Okänt datum – Afrikaanerpartiet bildas i Sydafrika.

## Födda
- 22 februari – Hipólito Mejía, Dominikanska republikens president 2000–2004.
- 27 mars – Ivan Gašparovič, Slovakiens president 2004–2014.
- 18 april – Michael D. Higgins, Irlands president sedan 2011.
- 25 maj – Vladimir Voronin, Moldaviens president 2001–2009.
- 19 juni – Václav Klaus, Tjeckiens president 2003–2013.
- 20 augusti – Slobodan Milošević, Serbiens förste president 1989–1997 samt Serbien och Montenegros president 1997–2000.
- 13 september – Ahmet Necdet Sezer, Turkiets president 2000–2007.
- 5 oktober – Eduardo Duhalde, Argentinas president 2002–2003.
- 19 december – Lee Myung-bak, Sydkoreas president 2008–2013.

## Avlidna
- 3 juli – Friedrich Akel, Estlands president mars–december 1924.

### Fotnoter
1. ↑  ”Croatia” (på engelska). World Statesmen. http://www.worldstatesmen.org/Croatia.html. Läst 7 november 2012.